# ATC kod J01
ATC kod J01  Antibiotici za sistemsku upotrebu su terapeutska podgrupa sistema za anatomsko terapeutsko hemijsku klasifikaciju. Ovaj sistem alfanumeričkih kodova je razvio  za klasifikaciju lekova i drugih medicinskih proizvoda.  Podgrupa J01 je deo anatomske grupe J Antiinfektivi za sistemsku upotrebu.

Kodovi za veterinarsku upotrebu (ATCvet kodovi) se mogu formirati stavljanjem slova Q ispred humanih ATC kodova: QJ01... ATCvet kodovi bez odgovarajućeg humanog ATC koda su navedeni sa vodećim Q na sledećoj listi.
Nacionalna izdanja ATC klasifikacije mogu da obuhvataju dodatne kodove koji nisu prisutni na ovoj listi.

### J01AA Tetraciklini
J01AA01 Demeklociklin
J01AA02 Doksiciklin
J01AA03 Hlortetraciklin
J01AA04 Limeciklin
J01AA05 Metaciklin
J01AA06 Oksitetraciklin
J01AA07 Tetraciklin
J01AA08 Minociklin
J01AA09 Rolitetraciklin
J01AA10 Penimepiciklin
J01AA11 Klomociklin
J01AA12 Tigeciklin
J01AA20 Kombinacije tetraciklina
QJ01AA53 Hlortetraciklin, kombinacije
J01AA56 Oksitetraciklin, kombinacije

## J01B Amfenikoli

### J01BAAmfenikoli
J01BA01 Hloramfenikol
J01BA02 Tiamfenikol
J01BA52 Tiamfenikol, kombinacije
QJ01BA90 Florfenikol
QJ01BA99 Amfenikoli, kombinacije

## J01CBeta-laktamski antibiotici,penicilini

### J01CA Penicilini šireg spektra
J01CA01 Ampicilin
J01CA02 Pivampicilin
J01CA03 Karbenicilin
J01CA04 Amoksicilin
J01CA05 Karindacilin
J01CA06 Bacampicilin
J01CA07 Epicilin
J01CA08 Pivmecilinam
J01CA09 Azlocilin
J01CA10 Mezlocilin
J01CA11 Mecilinam
J01CA12 Piperacilin
J01CA13 Ticarcilin
J01CA14 Metampicilin
J01CA15 Talampicilin
J01CA16 Sulbenicilin
J01CA17 Temocilin
J01CA18 Hetacilin
J01CA19 Aspoksicilin
J01CA20 Kombinacije
J01CA51 Ampicilin, kombinacije

### J01CEBeta-laktamaznosenzitivni penicilini
J01CE01 Benzilpenicilin
J01CE02 Fenoksimetilpenicilin
J01CE03 Propicilin
J01CE04 Azidocilin
J01CE05 Feneticilin
J01CE06 Penamecilin
J01CE07 Klometocilin
J01CE08 Benzatin benzilpenicilin
J01CE09 Prokain benzilpenicilin
J01CE10 Benzatin fenoksimetilpenicilin
J01CE30 Kombinacije
QJ01CE90 Penetamat hidrojodid

### J01CF Beta-laktamazno otporni penicilini
J01CF01 Dikloksacilin
J01CF02 Kloksacilin
J01CF03 Meticilin
J01CF04 Oksacilin
J01CF05 Flukloksacilin
QJ01CF06 Nafcillin

### J01CG Inhibitori beta-laktamaze
J01CG01 Sulbaktam
J01CG02 Tazobaktam

### J01CR Kombinacije penicilina, uključujući inhibitore beta-laktamaze
J01CR01 Ampicilin i inhibitor enzima
J01CR02 Amoksicilin i inhibitor enzima
J01CR03 Tikarcilin i inhibitor enzima
J01CR04 Sultamicilin
J01CR05 Piperacilin i inhibitor enzima
J01CR50 Kombinacije penicilina

## J01D drugi beta-laktamski antibiotici

### J01DB Prva generacija cefalosporina
J01DB01 Cefaleksin
J01DB02 Cefaloridin
J01DB03 Cefalotin
J01DB04 Cefazolin
J01DB05 Cefadroksil
J01DB06 Cefazedon
J01DB07 Cefatrizin
J01DB08 Cefapirin
J01DB09 Cefradin
J01DB10 Cefacetril
J01DB11 Cefroksadin
J01DB12 Ceftezol

### J01DC Druga generacija cefalosporina
J01DC01 Cefoksitin
J01DC02 Cefuroksim
J01DC03 Cefamandol
J01DC04 Cefaklor
J01DC05 Cefotetan
J01DC06 Cefonicid
J01DC07 Cefotiam
J01DC08 Lorakarbef
J01DC09 Cefmetazol
J01DC10 Cefprozil
J01DC11 Ceforanid
J01DC12 Cefminoks
J01DC13 Cefbuperazon
J01DC14 Flomoxef

### J01DD Treća generacija cefalosporina
J01DD01 Cefotaksim
J01DD02 Ceftazidim
J01DD03 Cefsulodin
J01DD04 Ceftriakson
J01DD05 Cefmenoksim
J01DD06 Latamoksef
J01DD07 Ceftizoksim
J01DD08 Cefiksim
J01DD09 Cefodizim
J01DD10 Cefetamet
J01DD11 Cefpiramid
J01DD12 Cefoperazon
J01DD13 Cefpodoksim
J01DD14 Ceftibuten
J01DD15 Cefdinir
J01DD16 Cefditoren
J01DD17 Cefcapen
J01DD54 Ceftriakson, kombinacije
J01DD62 Cefoperazon, kombinacije
QJ01DD90 Ceftiofur
QJ01DD91 Cefovecin

### J01DE Četvrta generacija cefalosporina
J01DE01 Cefepim
J01DE02 Cefpirom
J01DE03 Cefozopran
QJ01DE90 Cefhinom

### J01DFMonobaktami
J01DF01 Aztreonam
J01DF02 Carumonam

### J01DHKarbapenemi
J01DH02 Meropenem
J01DH03 Ertapenem
J01DH04 Doripenem
J01DH05 Biapenem
J01DH51 Imipenem i inhibitori enzima
J01DH55 Panipenem i betamipron

### J01DI Drugi cefalosporini
J01DI01 Ceftobiprol medocaril
J01DI02 Ceftarolin fosamil

## J01ESulfonamidiotrimetoprim
Podgrupe J01EA–E su samo uvrštene u ljudsku ATC klasifikaciju.

### J01EA Trimetoprim i derivati
J01EA01 Trimetoprim
J01EA02 Brodimoprim
J01EA03 Iklaprim

### J01EB Kratkotrajni sulfonamidi
J01EB01 Sulfaizodimidin
J01EB02 Sulfametizol
J01EB03 Sulfadimidin
J01EB04 Sulfapiridin
J01EB05 Sulfafurazol
J01EB06 Sulfanilamid
J01EB07 Sulfatiazol
J01EB08 Sulfatioureja
J01EB20 Kombinacije

### J01EC Intermedijarno delujući sulfonamidi
J01EC01 Sulfametoksazol
J01EC02 Sulfadiazin
J01EC03 Sulfamoksol
J01EC20 Kombinacije

### J01ED Dugotrajni sulfonamidi
J01ED01 Sulfadimetoksin
J01ED02 Sulfalen
J01ED03 Sulfametomidin
J01ED04 Sulfametoksidiazin
J01ED05 Sulfametoksipiridazin
J01ED06 Sulfaperin
J01ED07 Sulfamerazin
J01ED08 Sulfafenazol
J01ED09 Sulfamazon
J01ED20 Kombinacije

### J01EE Kombinacije sulfonamida itrimetoprima, uključujući derivate
J01EE01 Sulfametoksazol i trimetoprim
J01EE02 Sulfadiazin i trimetoprim
J01EE03 Sulfametrol i trimetoprim
J01EE04 Sulfamoksol i trimetoprim
J01EE05 Sulfadimidin i trimetoprim
J01EE06 Sulfadiazin i tetroksoprim
J01EE07 Sulfamerazin i trimetoprim

### QJ01EQ Sulfonamidi
QJ01EQ01 Sulfapirazol
QJ01EQ02 Sulfametizol
QJ01EQ03 Sulfadimidin
QJ01EQ04 Sulfapiridin
QJ01EQ05 Sulfafurazol
QJ01EQ06 Sulfanilamid
QJ01EQ07 Sulfatiazol
QJ01EQ08 Sulfafenazol
QJ01EQ09 Sulfadimetoksin
QJ01EQ10 Sulfadiazin
QJ01EQ11 Sulfametoksazol
QJ01EQ12 Sulfahlorpiridazin
QJ01EQ13 Sulfadoksin
QJ01EQ14 Sulfatroksazol
QJ01EQ15 Sulfametoksipiridazin
QJ01EQ16 Sulfazuinoksalin
QJ01EQ17 Sulfamerazin
QJ01EQ30 Kombinacije sulfonamida
QJ01EQ59 Sulfadimetoksin, kombinacije

### QJ01EW Kombinacije sulfonamida i trimetoprima, uključujući derivate
QJ01EW03 Sulfadimidin i trimetoprim
QJ01EW09 Sulfadimetoksin i trimetoprim
QJ01EW10 Sulfadiazin i trimetoprim
QJ01EW11 Sulfametoksazol i trimetoprim
QJ01EW12 Sulfahlorpiridazin i trimetoprim
QJ01EW13 Sulfadoksin i trimetoprim
QJ01EW14 Sulfatroksazol i trimetoprim
QJ01EW15 Sulfametoksipiridazin i trimetoprim
QJ01EW16 Sulfahinoksalin i trimetoprim
QJ01EW17 Sulfamonometoksin i trimetoprim
QJ01EW18 Sulfamerazin i trimetoprim
QJ01EW30 Kombinacije sulfonamida i trimetoprim

## J01FMakrolidi,linkozamidiistreptogramini

### J01FA Makrolidi
J01FA01 Eritromicin
J01FA02 Spiramicin
J01FA03 Midekamicin
J01FA05 Oleandomicin
J01FA06 Roksitromicin
J01FA07 Josamicin
J01FA08 Troleandomicin
J01FA09 Klaritromicin
J01FA10 Azitromicin
J01FA11 Miokamicin
J01FA12 Rokitamicin
J01FA13 Diritromicin
J01FA14 Flurithromicin
J01FA15 Telitromicin
QJ01FA90 Tilozin
QJ01FA91 Tilmikozin
QJ01FA92 Tilvalosin
QJ01FA93 Kitasamicin
QJ01FA94 Tulatromicin
QJ01FA95 Gamitromicin
QJ01FA96 Tildipirosin

### J01FF Linkozamidi
J01FF01 Klindamicin
J01FF02 Linkomicin
QJ01FF52 Linkomicin, kombinacije

### J01FG Streptogramini
J01FG01 Pristinamicin
J01FG02 Kvinupristin/dalfopristin
QJ01FG90 Virginiamicin

## J01GAminoglikozidniantibiotici

### J01GAStreptomicini
J01GA01 Streptomicin
J01GA02 Streptoduocin
QJ01GA90 Dihidrostreptomicin

### J01GB Drugi aminoglikozidi
J01GB01 Tobramicin
J01GB03 Gentamicin
J01GB04 Kanamicin
J01GB05 Neomicin
J01GB06 Amikacin
J01GB07 Netilmicin
J01GB08 Sisomicin
J01GB09 Dibekacin
J01GB10 Ribostamicin
J01GB11 Isepamicin
J01GB12 Arbekacin
J01GB13 Bekanamicin
QJ01GB90 Apramicin
QJ01GB91 Framicetin

## J01MHinolonskiantibiotici
U ATCvet, ova podgrupa se naziva "QJ01M Hinolon i hinoksalinski antibiotici".

### J01MAFluorohinoloni
J01MA01 Ofloksacin
J01MA02 Ciprofloksacin
J01MA03 Pefloksacin
J01MA04 Enoksacin
J01MA05 Temafloksacin
J01MA06 Norfloksacin
J01MA07 Lomefloksacin
J01MA08 Fleroksacin
J01MA09 Sparfloksacin
J01MA10 Rufloksacin
J01MA11 Grepafloksacin
J01MA12 Levofloksacin
J01MA13 Trovafloksacin
J01MA14 Moksifloksacin
J01MA15 Gemifloksacin
J01MA16 Gatifloksacin
J01MA17 Prulifloksacin
J01MA18 Pazufloksacin
J01MA19 Garenoksacin
J01MA21 Sitafloksacin
QJ01MA90 Enrofloksacin
QJ01MA92 Danofloksacin
QJ01MA93 Marbofloksacin
QJ01MA94 Difloksacin
QJ01MA95 Orbifloksacin
QJ01MA96 Ibafloksacin
QJ01MA97 Pradofloksacin

### J01MB Drugi hinoloni
J01MB01 Rosoksacin
J01MB02 Nalidiksinska kiselina
J01MB03 Piromidinska kiselina
J01MB04 Pipemidinska kiselina
J01MB05 Oksolinska kiselina
J01MB06 Cinoksacin
J01MB07 Flumekvin

### QJ01MQ Hinoksalini
QJ01MQ01 Olakvindoks

## J01R Kombinacije antibiotika

### J01RA Kombinacije antibiotika
J01RA01 Penicilini, kombinacije sa drugim antibioticima
J01RA02 Sulfonamidi, kombinacije sa drugim antibioticima (izuzev trimetoprima)
J01RA03 Cefuroksim, kombinacije sa drugim antibioticima
J01RA04 Spiramicin, kombinacije sa drugim antibioticima
QJ01RA90 Tetraciklini, kombinacije sa drugim antibioticima
QJ01RA91 Makrolidi, kombinacije sa drugim antibioticima
QJ01RA92 Amfenikoli, kombinacije sa drugim antibioticima
QJ01RA94 Linkozamidi, kombinacije sa drugim antibioticima
QJ01RA95 Polimiksini, kombinacije sa drugim antibioticima
QJ01RA96 Hinoloni, kombinacije sa drugim antibioticima
QJ01RA97 Aminoglikozidi, kombinacije sa drugim antibioticima

### QJ01RV Kombinacije antibiotika i drugih supstanci
QJ01RV01 Antibiotici i kortikosteroidi

## J01X Drugi antibiotici

### J01XAGlikopeptidniantibiotici
J01XA01 Vankomicin
J01XA02 Teikoplanin
J01XA03 Telavancin
J01XA04 Dalbavancin
J01XA05 Oritavancin

### J01XBPolimiksini
J01XB01 Kolistin
J01XB02 Polimiksin B

### J01XCSteroidniantibiotici
J01XC01 Fuzidinska kiselina

### J01XD Imidazolni derivati
J01XD01 Metronidazol
J01XD02 Tinidazol
J01XD03 Ornidazol

### J01XE Nitrofuranski derivati
J01XE01 Nitrofurantoin
J01XE02 Nifurtoinol
QJ01XE90 Furazolidin

### QJ01XQPleuromutilins
QJ01XQ01 Tiamulin
QJ01XQ02 Valnemulin

### J01XX Drugi antibiotici
J01XX01 Fosfomicin
J01XX02 ksibornol
J01XX03 Klofoktol
J01XX04 Spektinomicin
J01XX05 Metenamin
J01XX06 Mandelinska kiselina
J01XX07 Nitroksolin
J01XX08 Linezolid
J01XX09 Daptomicin
J01XX10 Bacitracin
QJ01XX55 Metenamine, kombinacije
QJ01XX93 Furaltadon
QJ01XX95 Novobiocin